# 图库洛尔帝国

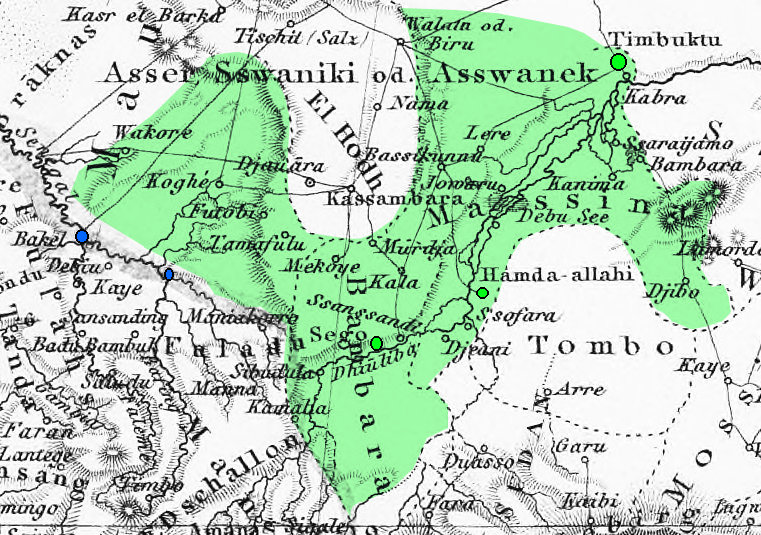
一个当时的德国地图展示了在乌玛·塔尔崛起之前的各国状况，有色部分代表着1861年乌玛的帝国的领土状况。绿点表示被征服的国家首都，蓝点表示法国人的要塞。位于中心的未被征服地区是胡德地区的荒地。

图库洛尔帝国，又称提泽尼亚圣战国、塞古图库洛尔，是19世纪中叶图库洛尔人哈迪·乌玛·塔尔建立的国家，位于今马里。
乌玛·塔尔在1836年朝觐归来时，带着哈迪（El Hadj）与提泽尼亚弟兄会的哈里发头衔。在富塔托洛（位于今塞内加尔）进行长时间停留后，他转移到了丁吉拉伊（位于富塔賈隆东部，位于今几内亚）。这里成为了他在1850年发动吉哈德的集结地。
在1857年征服麦地那要塞战役失败后他放弃了猛攻法国殖民地的军队，然后转而攻打班巴拉帝国并取得了一系列胜利-首先赢得卡尔塔然后赢得塞古（班巴拉帝国的首都）。 在1861年3月10日的塞古战役中取得决定性胜利后，他将塞古作为了他的帝国的首都。一年后他把塞古的管理权交给了他的儿子阿赫马杜·塔尔然后去了哈马杜拉（今马里城市），这里是富拉尼人建立的马西纳帝国的首都。乌玛·塔尔在征服廷巴克图（通布图的旧称，今马里城市）的行动中失败后，撤退到了靠近多贡地区邦賈加拉的迪贡贝尔（Deguembéré）。在1864年，他死于他的火药储备库的一次爆炸。
他的侄子缇蒂亚尼·塔尔继承了他的王位，并将图库洛尔帝国的首都安置在了邦賈加拉。在塞古，乌玛·塔尔的儿子继续统治着这里，并顺利压制了附近几个城市与其决裂的企图。他与兄弟之间的矛盾日益加剧。
在1890年，法国人和班巴拉人结成了同盟一同攻陷了塞古。阿赫马杜·塔尔先逃到了马西纳，然后在1893年于索科托（位于今奈及利亞）落脚，这从真正意义上标志着帝国的灭亡。

## 延伸阅读
- Davidson, Basil. Africa in History. New York: Simon & Schuster, 1995.
- Klien, Martin. Slavery and Colonial Rule in French West Africa. Cambridge University Press, 1998. ISBN 0-521-59678-5
- Oloruntimeehin, B.O. The Segu Tukulor Empire. New York: Humanities Press, 1972. ISBN 978-0-391-00206-7
- Roberts, Richard L. Warriors, Merchants. and Slaves: The State and the Economy in the Middle Niger Valley, 1700-1914, Stanford University Press, 1987. ISBN 0-8047-1378-2